# Movement (альбом)
Movement — дебютний студійний альбом англійського рок-гурту New Order, випущений 13 листопада 1981 року лейблом Factory Records. Записаний після самогубства фронтмена Joy Division Ієна Кертіса в попередньому році, альбом є продовженням темного постпанк-звучання Joy Division, з більшим використанням синтезаторів, але все ще переважно заснований на рок-музиці. На момент виходу альбом не був особливо добре сприйнятий критиками та слухачами, досягнувши лише тридцятого місця в британському чарті альбомів; протягом наступного року гурт поступово перейшов до більш електронного звучання.
Протягом десятиліть після виходу альбому ретроспективні відгуки критиків були дуже позитивними, вони хвалили альбом як золоту середину між творчістю гурту Joy Division та їхнім подальшим альтернативно-танцювальним матеріалом. Журнал Slant Magazine помістив альбом на 42 місце у своєму списку «Найкращих альбомів 1980-х», зазначивши, що він «знаходиться майже точно посередині між постпанк-звучанням Joy Division та стилем синті-поп, який згодом визначив New Order та вплинув на попмузику протягом десятиліть».

## Трек-лсит
Автор музики і слів Бернард Самнер, Пітер Гук, Джилліан Гілберт і Стівен Морріс, окрім позначених. 
| #     | Назва              | Тривалість |
| ----- | ------------------ | ---------- |
| 1.    | «Dreams Never End» | 3:13       |
| 2.    | «Truth»            | 4:37       |
| 3.    | «Senses»           | 4:45       |
| 4.    | «Chosen Time»      | 4:07       |
| 5.    | «ICB»              | 4:33       |
| 6.    | «The Him»          | 5:29       |
| 7.    | «Doubts Even Here» | 4:16       |
| 8.    | «Denial»           | 4:20       |
| 35:20 |                    |            |

| Бонусний диск колекційного видання 2008 року | Бонусний диск колекційного видання 2008 року          | Бонусний диск колекційного видання 2008 року | Бонусний диск колекційного видання 2008 року |
| #                                            | Назва                                                 | Автор                                        | Тривалість                                   |
| -------------------------------------------- | ----------------------------------------------------- | -------------------------------------------- | -------------------------------------------- |
| 1.                                           | «Ceremony» (September 1981 version)                   | Joy Division                                 | 4:23                                         |
| 2.                                           | «Temptation» (7" version)                             |                                              | 5:26                                         |
| 3.                                           | «In a Lonely Place»                                   | Joy Division                                 | 6:16                                         |
| 4.                                           | «Everything's Gone Green»                             |                                              | 5:30                                         |
| 5.                                           | «Procession»                                          |                                              | 4:27                                         |
| 6.                                           | «Mesh"» (incorrectly labeled as "Cries and Whispers") |                                              | 3:02                                         |
| 7.                                           | «Hurt»                                                |                                              | 8:13                                         |
| 8.                                           | «Cries and Whispers"» (incorrectly labeled as "Mesh") |                                              | 3:25                                         |
| 9.                                           | «Ceremony» (January 1981 version)                     | Joy Division                                 | 4:39                                         |
| 10.                                          | «Temptation» (12" version)                            |                                              | 8:47                                         |
| 54:08                                        |                                                       |                                              |                                              |

## Персоналії
New Order
- Бернард Самнер — вокал, гітари, мелодика, синтезатори і програмування
- Пітер Гук — 4- і 6-струнний бас, вокал («Dreams Never End» і «Doubts Even Here») і бек-вокал
- Джилліан Гілберт — синтезатори і програмування, гітари, розмовні слова («Doubts Even Here»)
- Стівен Морріс — барабани, синтезатори і програмування

Технічний персонал
- Мартін Ганнетт — продюсування
- Кріс Негл — звукоінженер
- Джон і Flood — асистенти